# Pięść Gwiazd Północy
Pięść Gwiazd Północy (jap. 北斗の拳 Hokuto no ken) – manga napisana przez Buronsona i zilustrowana przez Tetsuo Harę, publikowana na łamach magazynu „Shūkan Shōnen Jump” wydawnictwa Shūeisha w latach 1983–1988. Całość została zebrana w 27 tomach. W Polsce licencję na wydanie mangi wykupiło wydawnictwo Japonica Polonica Fantastica.
Na podstawie mangi studio Toei Animation stworzyło dwa sezony anime, które emitowano w latach 1984–1987 na antenie Fuji TV. We wrześniu 2023 zapowiedziano nową adaptację anime.

## Fabuła
Zarówno w mandze, jak i anime, przedstawiony jest świat po apokalipsie, w którym władzę sprawują genetycznie zmodyfikowane mutanty, natomiast ludzie są niewolnikami. W takim świecie rywalizację toczą dwie szkoły – Hokuto oraz Nanto. Głównym bohaterem jest Kenshiro – prawowity następca przywódcy szkoły Hokuto. Jego głównym antagonistą jest przywódca Nanto – Shin, który uprowadził także dziewczynę Kenshiro, Yurię.

## Bohaterowie
- Kenshiro (jap. ケンシロウ Kenshirō)

Seiyū: Akira Kamiya 
- Raoh (jap. ラオウ Raō)

Seiyū: Kenji Utsumi 
- Toki (jap. トキ)

Seiyū: Takaya Hashi 
- Jagi (jap. ジャギ)

Seiyū: Kōji Totani 
- Ryuken (jap. リュウケン Ryūken)

Seiyū: Junji Chiba 
- Koryu (jap. コウリュウ Kōryū)

Seiyū: Hidekatsu Shibata 
- Shin (jap. シン)

Seiyū: Toshio Furukawa 
- Rei (jap. レイ)

Seiyū: Kaneto Shiozawa 
- Yuda (jap. ユダ)

Seiyū: Bin Shimada 
- Shu (jap. シュウ Shū)

Seiyū: Katsuji Mori 
- Souther (jap. サウザー Sauzā)

Seiyū: Banjō Ginga 
- Yuria (jap. ユリア)

Seiyū: Yuriko Yamamoto 

## Manga
Seria była publikowana w magazynie „Shūkan Shōnen Jump” od 13 września 1983 do 8 sierpnia 1988. Jej 245 rozdziałów zebrano w 27 tankōbonach, wydawanych od 9 marca 1984 do 10 marca 1989 nakładem wydawnictwa Shūeisha pod imprintem Jump Comics. Między 21 sierpnia 1991 a 20 października 1992 Shūeisha opublikowała 15-tomową edycję aizōban w twardej oprawie, a w okresie od 16 maja 1997 do 15 maja 1998 także 15-tomowe wydanie bunkoban.
Prawa autorskie do mangi zostały przeniesione na Coamix, firmę założoną w czerwcu 2000 przez Nobuhiko Horie po tym, jak opuścił wydawnictwo Shūeisha. 14-tomowe wydanie kanzenban zostało opublikowane przez Shōgakukan między 30 stycznia a 30 października 2006 i zawierało oryginalne akwarelowe ilustracje z serializacji w czasopiśmie „Shūkan Shōnen Jump”, a także prawie wszystkie oryginalne strony otwierające, które zostały pominięte we wcześniejszych wydaniach, chociaż brakowało w nim ilustracji z poprzednich wydań zbiorczych, które zastępowały przestrzenie reklamowe.
Z okazji 30. rocznicy serii, wydawnictwo Tokuma Shoten opublikowało edycję kyūkyokuban, składającą się z 18 tomów, które ukazywały się od 20 września 2013 do 19 lipca 2014. Wydanie to zawiera nowe ilustracje okładek autorstwa Tetsuo Hary, a także dodatkowy rozdział zawarty w tomie 11.
W Polsce prawa do dystrybucji edycji kyūkyokuban nabyło wydawnictwo Japonica Polonica Fantastica.

## Anime

### Serial telewizyjny
Manga została zaadaptowana na telewizyjny serial anime stworzony przez studio Toei Animation. Za reżyserię odpowiadał Toyoo Ashida, scenariusz napisał Toyoo Ashida, postacie zaprojektował Masami Suda, a muzykę skomponował Nozomi Aoki. Seria była emitowana na antenie Fuji TV od 11 października 1984 do 5 marca 1987, licząc 109 odcinków. Zaraz po niej ukazała się 43-odcinkowa kontynuacja, zatytułowana Hokuto no ken 2, emitowana od 13 marca 1987 do 18 lutego 1988.
13 września 2023 ogłoszono powstanie nowej adaptacji anime.

### Filmy i OVA
Pełnometrażowy film animowany oparty na serii, zatytułowany po prostu Hokuto no ken, został wyprodukowany przez studio Toei Animation, a jego premiera w Japonii odbyła się 8 marca 1986.
OB Planning wyprodukowało 3-odcinkową serię OVA, zatytułowaną Shin Hokuto no ken, która oparta jest na powieści Jubaku no machi z 1996 roku. Reżyserem został Takashi Watanabe, scenariusz napisali Hiroshi Toda i Nobuhiko Horie, postacie zaprojektował Haruo Sotozaki, a muzykę skomponował Yasuharu Takanashi. Za animację odpowiadało studio A.C.G.T. Pierwszy odcinek został wydany 24 lipca 2003, drugi ukazał się 23 października tego samego roku, natomiast trzeci – 28 maja 2004.
W 2005 roku North Stars Pictures i TMS Entertainment ogłosiły powstanie pięcioczęściowej serii filmów animowanych zatytułowanej Shin kyūseishu densetsu Hokuto no ken. Seria składa się z trzech filmów kinowych i dwóch OVA, które ukazały w latach 2006–2008. W Polsce cztery pierwsze części zostały wydane przez Anime Virtual.

## Film live action
Na podstawie mangi powstał amerykański film live action zatytułowany Wojownik gwiazdy północy. Za reżyserię odpowiadał Tony Randel, a scenariusz napisali Randel i Peter Atkins. Premiera w Japonii odbyła się 21 kwietnia 1995.

## Odbiór
Zarówno anime jak i manga spotkały się z pozytywnym odbiorem. Manga, jako jedna z nielicznych osiągnęła granicę 100 milionów sprzedanych egzemplarzy. W 2005 roku, kiedy stacja TV Asahi zrobiła ranking 100 najlepszych anime, Hokuto no ken uplasowało się na 26 pozycji. Polskojęzyczny magazyn tanuki.pl także przychylnie ocenił Hokuto no ken. Według opinii redakcji – manga uzyskała ocenę 8/10, podobnie jak anime, zdaniem recenzenta.
Akira Kamiya, za rolę Kenshiro, czterokrotnie otrzymał nagrodę magazynu Animage – Anime Grand Prix, w kategorii „najlepszy seiyū”. Zwyciężył w latach: 1984, 1985, 1987 i 1988.